# Bridgeton (New Jersey)
Bridgeton ist eine Stadt innerhalb des Cumberland County im Bundesstaat New Jersey in den USA und dessen County Seat (Verwaltungssitz). Das U.S. Census Bureau ermittelte bei der Volkszählung 2020 eine Einwohnerzahl von 27.263.

## Geographie
Nach dem amerikanischen Vermessungsbüro hat die Stadt eine Gesamtfläche von 16,7 km², davon 16,1 km² Land- und 0,6 km² (3,57 %) Wasserfläche.

## Demographie
Nach der Volkszählung von 2000 gibt es 22.771 Menschen, 6.182 Haushalte und 4,179 Familien in der Stadt. Die Bevölkerungsdichte beträgt 3.659,8 Einwohner pro km². 38,88 % der Bevölkerung sind Weiße, 41,84 % Afroamerikaner, 1,19 % amerikanische Ureinwohner, 0,70 % Asiaten, 0,09 % pazifische Insulaner, 13,67 % anderer Herkunft und 3,63 % Mischlinge. 24,49 % sind Latinos unterschiedlicher Abstammung.
Von den 6.182 Haushalten haben 36,1 % Kinder unter 18 Jahre. 35,3 % davon sind verheiratete, zusammenlebende Paare, 26,3 % sind allein erziehende Mütter, 32,4 % sind keine Familien, 27,4 % bestehen aus Singlehaushalten und in 13,1 % Menschen sind älter als 65. Die Durchschnittshaushaltsgröße beträgt 2,96, die Durchschnittsfamiliegröße 3,49.
26,0 % der Bevölkerung sind unter 18 Jahre alt, 11,2 % zwischen 18 und 24, 36,0 % zwischen 25 und 44, 15,9 % zwischen 45 und 64, 10,9 % älter als 65. Das Durchschnittsalter beträgt 32 Jahre. Das Verhältnis Frauen zu Männer beträgt 100:130,7, für Menschen älter als 18 Jahre beträgt das Verhältnis 100:139,1.
Das jährliche Durchschnittseinkommen der Haushalte beträgt 26.923 USD, das Durchschnittseinkommen der Familien 30.502 USD. Männer haben ein Durchschnittseinkommen von 28.858 USD, Frauen 22.722 USD. Der Prokopfeinkommen der Stadt beträgt 10.917 USD. 26,6 % der Bevölkerung und 22,7 % der Familien leben unterhalb der Armutsgrenze, davon sind 33,3 % Kinder oder Jugendliche jünger als 18 Jahre und 17,8 % der Menschen sind älter als 65 Jahre.
Bei der Volkszählung von 2006 wurde eine Bevölkerungszahl von 24.389 registriert.

## Persönlichkeiten
- Elias P. Seeley (1791–1846), Politiker und Gouverneur des Bundesstaates New Jersey
- Lucius Elmer (1793–1883), Jurist und Politiker
- James G. Hampton (1814–1861), Politiker
- Harold Boyd Woodruff (1917–2017), Mikrobiologe
- Frank LoBiondo (* 1946), Politiker
- Irving L. Halter, Jr. (* 1954), Generalmajor der United States Air Force
- Shana Williams (* 1972), Weitspringerin
- Ryquell Armstead (* 1996), Footballspieler

## Nachweise
1. ↑  www.cityofbridgetonnj.gov. (abgerufen am 26. Dezember 2024).
2. ↑  Explore Census Data Total Population in Bridgeton city, Cumberland County, New Jersey. US Census Bureau, abgerufen am 26. Dezember 2024 (englisch).